# Born To Be a Thug
Born To Be a Thug - demo amerykańskiego rapera Young Bucka. Zostało wydane w październiku 2002 roku. Album został nagrany, gdy Buck był związany z wytwórnią UTP Records.

## Lista utworów
1. „Intro"
2. „Can't Slow My Roll"
3. „Git High (Skit)”
4. „Fuck Tha Game” (feat. Lil’ Flip)
5. „Git High"
6. „Take it Outside"
7. „Daddy When U Comin Home"
8. „Hold It Down”
9. „Tha Ville Is On"
10. „Uh Oh” (feat. D-Tay)
11. „No Remorse (Skit)”
12. „Look At Cha Now” (feat. D-Tay)
13. „Watch What U Say 2 Me"
14. „I Don't Lie"
15. „A Hoe Gon Be A Hoe"
16. „I Luv Tha Hood” (feat. D-Tay)
17. „Til Im Dead & Gone"